# آرئو ساموئلیان
آرئو هاروتیونی ساموئلیان (ارمنی: Արև Հարությունի Սամուելյան زاده ۱۵ ژانویهٔ ۱۹۷۶) یک فعال، معمار و سیاستمدار اهل ارمنستان است. عضو حزب جمهوری‌خواه ارمنستان است.

## زندگی‌نامه
وی در ۱۵ ژانویه ۱۹۷۶ در ایروان به دنیا آمد و از دانشگاه ملی معماری و شهرسازی ارمنستان فارغ‌التحصیل گشت. وی همچنین برندهٔ جوایزی همچون مدال موسس خورناتسی (۲۰۱۴) شده‌است. وی عضو اتحادیه معماران ارمنستان می‌باشد.